# Список глав Орловского региона
В данном списке в хронологическом порядке представлены лица, являвшиеся руководителями административных образований первого уровня с центром в городе Орле — начиная с генерал-губернаторов и правителей Орловского наместничества и завершая губернаторами современной Орловской области.
В списке пропущены руководители Орловского района в составе Курской области с 1934 по 1937 год, так как в данный период административное образование с центром в Орле не являлось единицей первого уровня, а также ввиду отсутствия точной и полной информации о главах района в доступных источниках.

## Хронология
- 5 сентября 1778 — образование Орловского наместничества.
- 12 декабря 1796 — учреждение Орловской губернии, пришедшей на смену наместничеству.
- Середина 1860-х годов — упразднение разделения губернаторов на «военных» и «гражданских».
- 2 марта 1917 — упразднение губернаторского института с сохранением губернии как административной единицы.
- 16 июля 1928 — образование Орловского округа в составе Центрально-Чернозёмной области СССР.
- 15 августа 1930 — ликвидация Орловского округа. Входившие в его состав районы и город Орёл переходят в непосредственное подчинение областному центру Центрально-Чернозёмной области.
- 13 июня 1934 — ликвидация Центрально-Чернозёмной области. Орёл и значительная часть бывшего Орловского округа переходят в состав Курской области.
- 27 сентября 1937 — выделение Орловской области из Западной, Курской и Воронежской областей.

## Российская империя

### Орловское наместничество
Власть в Орловском наместничестве делилась между генерал-губернаторами и правителями наместничества (наместниками). Каждый генерал-губернатор правил одновременно несколькими административными единицами (как правило, двумя). Так, первый орловский генерал-губернатор Н. В. Репнин совмещал руководство над Орловским и Смоленским наместничествами, а также — до 1779 года — Белгородской губернией. С 1781 года генерал-губернаторы Орловского наместничества по совместительству управляли Курским наместничеством.
Генерал-губернаторы имели неограниченные полномочия и подчинялись исключительно императрице. Правители наместничества, в свою очередь, ведали хозяйственными делами.
| Имя                                           | Портрет     | Начало срока    | Конец срока     | Должность                                 | Источник |
| Генерал-губернаторы Орловского наместничества |             |                 |                 |                                           |          |
| Николай Васильевич Репнин                     | (1734—1801) | 28 февраля 1778 | 15 июня 1781    | Смоленский и Орловский генерал-губернатор | [ 1 ]    |
| Александр Александрович Прозоровский          | (1732—1809) | 15 июня 1781    | 21 декабря 1783 | Курский и Орловский генерал-губернатор    | [ 2 ]    |
| Франц Николаевич Кличка                       | (1734—1801) | 21 декабря 1783 | 28 октября 1786 | Курский и Орловский генерал-губернатор    | [ 3 ]    |
| Антон Богданович де Бальмен                   | (1741—1790) | ноябрь 1786     | 1790            | Курский и Орловский генерал-губернатор    | [ 4 ]    |
| Александр Андреевич Беклешов                  | (1743—1808) | декабрь 1790    | 4 декабря 1796  | Курский и Орловский генерал-губернатор    | [ 5 ]    |
| Правители Орловского наместничества           |             |                 |                 |                                           |          |
| Авраам Степанович Лопухин                     | (1737—1799) | 1778            | 14 февраля 1782 | Правитель Орловского наместничества       | [ 6 ]    |
| Семён Александрович Неплюев                   | (1744—1804) | 3 февраля 1782  | 6 марта 1792    | Правитель Орловского наместничества       | [ 7 ]    |
| Сергей Афанасьевич Брянчанинов                | (? — 1802)  | 6 марта 1792    | 7 апреля 1794   | Правитель Орловского наместничества       | [ 8 ]    |
| Александр Петрович Квашнин-Самарин            | (1732—1816) | 7 апреля 1794   | 12 декабря 1796 | Правитель Орловского наместничества       | [ 9 ]    |

### Орловская губерния
| Имя                                  | Портрет     | Начало срока     | Конец срока      | Должность                        | Источник      |
| Губернаторы Орловской губернии       |             |                  |                  |                                  |               |
| Александр Петрович Квашнин-Самарин   | (1732—1816) | 12 декабря 1796  | февраль 1797     | Орловский гражданский губернатор | [ 9 ]         |
| Василий Иванович Воейков             | (1759—1817) | 6 февраля 1797   | 14 декабря 1798  | Орловский гражданский губернатор | [ 10 ] [ 11 ] |
| Иван Петрович Вульф                  | (1741—1814) | 14 декабря 1798  | 22 ноября 1800   | Орловский гражданский губернатор | [ 12 ]        |
| Пётр Иванович Яковлев                | (1769—1828) | 22 ноября 1800   | 1816             | Орловский гражданский губернатор | [ 13 ] [ 14 ] |
| Борис Сергеевич Соковнин             | (1780—1849) | 24 сентября 1817 | февраль 1821     | Орловский гражданский губернатор | [ 15 ] [ 16 ] |
| Николай Иванович Шрёдер              | (1778—1849) | 21 февраля 1821  | 4 февраля 1824   | Орловский гражданский губернатор | [ 17 ] [ 18 ] |
| Пётр Александрович Сонцов            | (1785—1850) | 17 февраля 1824  | 12 апреля 1830   | Орловский гражданский губернатор | [ 19 ] [ 20 ] |
| Аркадий Васильевич Кочубей           | (1790—1878) | 21 апреля 1830   | 1837             | Орловский гражданский губернатор | [ 21 ] [ 22 ] |
| Николай Васильевич Васильчиков       | (1781—1849) | 9 мая 1837       | 21 декабря 1841  | Орловский гражданский губернатор | [ 23 ]        |
| Пётр Иванович Трубецкой              | (1797—1871) | 26 декабря 1841  | 25 февраля 1849  | Орловский военный губернатор     | [ 24 ]        |
| Сергей Николаевич Муханов            | (1796—1858) | 25 февраля 1849  | 3 декабря 1851   | Орловский военный губернатор     | [ 25 ] [ 26 ] |
| Николай Иванович Крузенштерн         | (1802—1881) | 25 февраля 1852  | 2 февраля 1854   | Орловский военный губернатор     | [ 27 ]        |
| Валериан Иванович Сафонович          | (1798—1867) | 6 марта 1854     | 3 марта 1861     | Орловский гражданский губернатор | [ 28 ]        |
| Николай Васильевич Левашов           | (1827—1888) | март 1861        | июнь 1866        | Орловский военный губернатор     | [ 29 ]        |
| Алексей Борисович Лобанов-Ростовский | (1824—1896) | июнь 1866        | апрель 1867      | Орловский губернатор             | [ 30 ]        |
| Михаил Николаевич Лонгинов           | (1823—1875) | 7 апреля 1867    | 19 ноября 1871   | Орловский губернатор             | [ 31 ]        |
| Сергей Сергеевич Иванов              | (1820—1893) | 10 декабря 1871  | 8 июля 1874      | Орловский губернатор             | [ 32 ]        |
| Константин Николаевич Боборыкин      | (1829—1904) | 11 марта 1875    | 30 января 1888   | Орловский губернатор             | [ 33 ]        |
| Александр Романович Шидловский       | (1834—1897) | 1 февраля 1888   | 20 января 1892   | Орловский губернатор             | [ 34 ]        |
| Дмитрий Павлович Евреинов            | (1842—1892) | 20 января 1892   | 31 мая 1892      | Орловский губернатор             | [ 35 ] [ 36 ] |
| Пётр Васильевич Неклюдов             | (1845—1897) | 6 июня 1892      | июль 1894        | Орловский губернатор             | [ 37 ] [ 38 ] |
| Александр Николаевич Трубников       | (1856—1922) | 14 июля 1894     | 1 июня 1901      | Орловский губернатор             | [ 39 ] [ 40 ] |
| Григорий Иванович Кристи             | (1856—1911) | 14 сентября 1901 | 20 сентября 1902 | Орловский губернатор             | [ 41 ]        |
| Константин Александрович Балясный    | (1860—1917) | 20 сентября 1902 | 10 июня 1906     | Орловский губернатор             | [ 42 ] [ 43 ] |
| Сергей Сергеевич Андреевский         | (1857—1930) | 10 июня 1906     | 6 декабря 1915   | Орловский губернатор             | [ 44 ]        |
| Александр Викторович Арапов          | (1872—1929) | 6 декабря 1915   | 13 декабря 1916  | Орловский губернатор             | [ 45 ]        |
| Пётр Васильевич Гендриков            | (1883—1942) | 13 декабря 1916  | 2 марта 1917     | Орловский губернатор             | [ 46 ]        |

## Временное правительство
| Имя                                           | Портрет     | Начало срока | Конец срока  | Должность           | Источник      |
| Губернские комиссары Временного правительства |             |              |              |                     |               |
| Сергей Николаевич Маслов                      | (1867—1925) | март 1917    | 6 июля 1917  | Губернский комиссар | [ 47 ]        |
| Р. В. Цветаев                                 | (? — ?)     | 6 июля 1917  | октябрь 1917 | Губернский комиссар | [ 47 ] [ 48 ] |

## Советская Россия
| Имя                                                 | Портрет     | Начало срока | Конец срока  | Должность                                           | Источник |
| Председатели губернского комитета РКП(б)            |             |              |              |                                                     |          |
| Игнат Иванович Фокин                                | (1889—1919) | 1917         | январь 1918  | Председатель губернского комитета РКП(б)            | [ 49 ]   |
| Михаил Никитич Буров                                | (1889—1955) | январь 1918  | 1918         | Председатель губернского комитета РКП(б)            | [ 50 ]   |
| Борис Михайлович Волин (Фрадкин)                    | (1886—1957) | 19 мая 1918  | август 1918  | Председатель губернского комитета РКП(б)            | [ 51 ]   |
| Ответственные секретари губернского комитета РКП(б) |             |              |              |                                                     |          |
| П. А. Козьмин                                       | (? — ?)     | август 1918  | октябрь 1918 | Ответственный секретарь губернского комитета РКП(б) | [ 47 ]   |

## ВСЮР
13 октября, с занятием корниловскими частями Добровольческой армии города Орла, белые назначили орловским губернатором бывшего председателя Новосильской земской управы, морского офицера Ф. Д. Свербеева. К этому моменту под контролем добровольцев находилась значительная часть Орловской губернии. 20 октября белогвардейцы оставили Орёл, вследствие чего губернаторская должность была вновь упразднена.
| Имя                       | Портрет     | Начало срока    | Конец срока     | Должность            | Источник |
| Орловский губернатор      |             |                 |                 |                      |          |
| Фёдор Дмитриевич Свербеев | (1876—1952) | 13 октября 1919 | 20 октября 1919 | Орловский губернатор | [ 52 ]   |

## Советская Россия
| Имя                                                 | Портрет     | Начало срока | Конец срока     | Должность                                           | Источник |
| Ответственные секретари губернского комитета РКП(б) |             |              |                 |                                                     |          |
| Виссарион Виссарионович Ломинадзе                   | (1897—1935) | 1920         | 1921            | Ответственный секретарь губернского комитета РКП(б) | [ 53 ]   |
| Лев Ефимович Марьясин                               | (1894—1938) | 1921         | 1922            | Ответственный секретарь губернского комитета РКП(б) | [ 54 ]   |
| Николай Николаевич Шевяков                          | (1890—1965) | март 1922    | 30 декабря 1922 | Ответственный секретарь губернского комитета РКП(б) | [ 47 ]   |

## СССР
| Имя                                                                   | Портрет     | Начало срока    | Конец срока | Должность                                           | Источник |
| Ответственные секретари губернского комитета РКП(б) (с 1925 — ВКП(б)) |             |                 |             |                                                     |          |
| Николай Николаевич Шевяков                                            | (1890—1965) | 30 декабря 1922 | 1923        | Ответственный секретарь губернского комитета РКП(б) | [ 47 ]   |
| Михаил Осипович Разумов                                               | (1894—1937) | 1923            | июль 1924   | Ответственный секретарь губернского комитета РКП(б) | [ 55 ]   |
| Кристиан Людвигович Гринблат                                          | (1894—1937) | июль 1924       | ноябрь 1925 | Ответственный секретарь губернского комитета ВКП(б) | [ 47 ]   |
| Сергей Васильевич Борисов                                             | (1887—1968) | ноябрь 1925     | 14 мая 1928 | Ответственный секретарь губернского комитета ВКП(б) | [ 55 ]   |

### Орловский округЦентрально-Чернозёмной области
| Имя                                                               | Портрет     | Начало срока | Конец срока     | Должность                                                         | Источник |
| Ответственные секретари Орловского окружного комитета ВКП(б)      |             |              |                 |                                                                   |          |
| Василий Андреевич Дрокин                                          | (1893—1938) | 1928         | март 1929       | Ответственный секретарь Орловского окружного комитета ВКП(б)      | [ 56 ]   |
| Сергей Васильевич Дробенин                                        | (1890—1938) | март 1929    | ноябрь 1929     | Ответственный секретарь Орловского окружного комитета ВКП(б)      | [ 57 ]   |
| Соломон Осипович Котляр                                           | (1890—1967) | ноябрь 1929  | 1930            | Ответственный секретарь Орловского окружного комитета ВКП(б)      | [ 58 ]   |
| Фролов                                                            | (? — ?)     | 1930         | 15 августа 1930 | Ответственный секретарь Орловского окружного комитета ВКП(б)      | [ 59 ]   |
| Председатели исполнительного комитета Орловского окружного Совета |             |              |                 |                                                                   |          |
| Пётр Ильич Павловский                                             | (1891— ?)   | 16 июля 1928 | январь 1929     | Председатель исполнительного комитета Орловского окружного Совета | [ 60 ]   |
| Александр Яковлевич Буткевич                                      | (1900 — ?)  | январь 1929  | 15 августа 1930 | Председатель исполнительного комитета Орловского окружного Совета | [ 61 ]   |

### Орловская область
| Имя | Портрет     | Начало срока     | Конец срока     | Должность                                                             | Источник |
| Первые секретари Организационного бюро ЦК ВКП(б) по Орловской области |             |                  |                 |                                                                       |          |
| Владимир Дмитриевич Никитин | (1907—1959) | 27 сентября 1937 | 9 ноября 1937   | Первый секретарь Организационного бюро ЦК ВКП(б) по Орловской области | [ 62 ]   |
| Константин Иосифович Бидинский | (1896—1939) | 9 ноября 1937    | 21 апреля 1938  | Первый секретарь Организационного бюро ЦК ВКП(б) по Орловской области | [ 63 ]   |
| Василий Иванович Бойцов | (1907—1980) | 21 апреля 1938   | 2 июля 1938     | Первый секретарь Организационного бюро ЦК ВКП(б) по Орловской области | [ 64 ]   |
| Первые секретари Орловского областного комитета ВКП(б) |             |                  |                 |                                                                       |          |
| Василий Иванович Бойцов | (1907—1980) | 7 июля 1938      | 20 января 1942  | Первый секретарь Орловского областного комитета ВКП(б)                | [ 64 ]   |
| К концу 1941 года большая часть Орловской области, включая Орёл, была оккупирована немецкими войсками. В планы немецкого командования входило создание Генерального округа Орёл в составе Рейхскомиссариата Украина, однако данный замысел так и не был осуществлён. Таким образом, в период оккупации занятые немцами территории входили в зону ответственности тылов групп армий, подчиняясь военной администрации. К концу 1943 года оккупированные земли Орловской области были полностью освобождены. |             |                  |                 |                                                                       |          |
| Александр Павлович Матвеев | (1905—1946) | 20 января 1942   | июль 1944       | Первый секретарь Орловского областного комитета ВКП(б)                | [ 65 ]   |
| Николай Григорьевич Игнатов | (1901—1966) | июль 1944        | 2 ноября 1948   | Первый секретарь Орловского областного комитета ВКП(б)                | [ 66 ]   |
| Леонид Иванович Крылов | (1912—1982) | 2 ноября 1948    | 30 марта 1951   | Первый секретарь Орловского областного комитета ВКП(б)                | [ 67 ]   |
| Иван Алексеевич Волков | (1906—1975) | 30 марта 1951    | 13 октября 1952 | Первый секретарь Орловского областного комитета ВКП(б)                | [ 68 ]   |
| Первые секретари Орловского областного комитета КПСС |             |                  |                 |                                                                       |          |
| Иван Алексеевич Волков | (1906—1975) | 13 октября 1952  | 30 января 1954  | Первый секретарь Орловского областного комитета КПСС                  | [ 68 ]   |
| Фёдор Романович Васильев | (1904— ?)   | 1 февраля 1954   | сентябрь 1955   | Первый секретарь Орловского областного комитета КПСС                  | [ 69 ]   |
| Василий Сергеевич Марков | (1905—1978) | сентябрь 1955    | 12 января 1960  | Первый секретарь Орловского областного комитета КПСС                  | [ 70 ]   |
| Николай Фёдорович Игнатов | (1914—1967) | 12 января 1960   | 27 декабря 1962 | Первый секретарь Орловского областного комитета КПСС                  | [ 71 ]   |
| Первые секретари Орловского сельского и Орловского промышленного областных комитетов КПСС |             |                  |                 |                                                                       |          |
| Николай Фёдорович Игнатов | (1914—1967) | 27 декабря 1962  | 15 декабря 1964 | Первый секретарь Орловского сельского областного комитета КПСС        | [ 71 ]   |
| Николай Алексеевич Потехин | (1911— ?)   | 29 декабря 1962  | 15 декабря 1964 | Первый секретарь Орловского промышленного областного комитета КПСС    | [ 72 ]   |
| Первые секретари Орловского областного комитета КПСС |             |                  |                 |                                                                       |          |
| Николай Фёдорович Игнатов | (1914—1967) | 15 декабря 1964  | 25 октября 1965 | Первый секретарь Орловского областного комитета КПСС                  | [ 71 ]   |
| Тихон Иванович Соколов | (1913—1992) | 25 октября 1965  | 10 апреля 1970  | Первый секретарь Орловского областного комитета КПСС                  | [ 73 ]   |
| Фёдор Степанович Мешков | (1915—1987) | 10 апреля 1970   | 22 июня 1985    | Первый секретарь Орловского областного комитета КПСС                  | [ 74 ]   |
| Егор Семёнович Строев | (род. 1937) | 22 июня 1985     | 25 ноября 1989  | Первый секретарь Орловского областного комитета КПСС                  | [ 75 ]   |
| Николай Андреевич Володин | (1936—2017) | 25 ноября 1989   | 14 августа 1991 | Первый секретарь Орловского областного комитета КПСС                  | [ 76 ]   |
| Александр Алексеевич Лабейкин | (род. 1948) | 14 августа 1991  | 23 августа 1991 | Первый секретарь Орловского областного комитета КПСС                  | [ 77 ]   |

## Российская Федерация
| Имя                                   | Портрет     | Начало срока    | Конец срока     | Должность                             | Источник      |
| Главы администрации Орловской области |             |                 |                 |                                       |               |
| Николай Павлович Юдин                 | (1938—2014) | 5 декабря 1991  | 11 мая 1993     | Глава администрации Орловской области | [ 78 ]        |
| Егор Семёнович Строев                 | (род. 1937) | 11 мая 1993     | 26 февраля 1996 | Глава администрации Орловской области | [ 75 ]        |
| Губернаторы Орловской области         |             |                 |                 |                                       |               |
| Егор Семёнович Строев                 | (род. 1937) | 26 февраля 1996 | 16 февраля 2009 | Губернатор Орловской области          | [ 75 ]        |
| Александр Петрович Козлов             | (1949—2021) | 16 февраля 2009 | 26 февраля 2014 | Губернатор Орловской области          | [ 79 ] [ 80 ] |
| Вадим Владимирович Потомский          | (род. 1972) | 26 февраля 2014 | 5 октября 2017  | Губернатор Орловской области          | [ 80 ]        |
| Андрей Евгеньевич Клычков             | (род. 1979) | 5 октября 2017  |                 | Губернатор Орловской области          | [ 81 ]        |